# 瓦尔卢什
瓦尔卢什，是匈牙利佐洛州所辖的一个村，总面积21.80平方公里，总人口131，人口密度6.0人/平方公里（2010年1月1日）。